# Susan B. Anthony
Susan Brownell Anthony (Adams, Massachusetts, 15 de febrer 1820-Rochester, Nova York, 13 de març de 1906), líder del moviment estatunidenc dels drets civils, va jugar un important paper en el moviment pels drets de les dones durant el segle xix per a garantir-ne el dret a vot als Estats Units d'Amèrica.
Cofundadora, amb Elizabeth Cady Stanton, de la National Woman Suffrage Association, va viatjar pels Estats Units i Europa donant de 75 a 100 conferències a l'any pels drets de les dones, durant més de 45 anys. Durant les eleccions presidencials de 1872, que van veure la reelecció del president Ulysses S. Grant per un segon mandat, Susan Anthony és arrestada i condemnada per intentar votar.

## Biografia

### Infància i estudis

#### Orígens
Susan B. Anthony va néixer i es va criar a West Grove, prop de la ciutat d'Adams, Massachusetts. Va ser la segona filla de vuit fills: Guelma Penn (1818–1873), Hannah Lapham (1821–1877), Daniel Read (1824–1904), Mary Stafford (1827–1907), Eliza Tefft (1832). –1834) i Jacob Merritt (1834–1900). Els seus pares van ser Daniel Anthony (1794–1862) i Lucy Read (1793-1880). Un dels seus germans, Daniel Read Anthony, es va convertir en un editor implicat en el moviment contra l'esclavitud a l'estat de Kansas, mentre que una de les seves germanes, Mary Stafford Anthony, es va convertir en mestra i defensora dels drets de les dones.
El seu pare era un fabricant de cotó i un notable abolicionista, nascut a la religió quàquera però tanmateix molt obert de ment. No obstant això, no tolera les joguines ni les distraccions a la llar, al·legant que distreuen l'ànima dels seus fills de " llum interior ". La seva mare, Lucy, era estudiant a l'escola de Daniel. Els dos joves es van enamorar i es van casar l'any 1817, malgrat les pors de Lucy d'integrar-se als quàquers. Va assistir a una convenció sobre els drets de les dones a Rochester l'agost de 1848, dues setmanes després de la històrica convenció de Seneca Falls i va signar la Declaració de Sentiments de la Convenció de Rochester. Lucy i Daniel Anthony animen els seus fills a demostrar autodisciplina i autoestima.
La seva mare va ser qui li va encomanar a Susan els somnis d'igualtat.

#### Infància
Susan va ser una nena precoç. Va aprendre a llegir i escriure pel seu compte als tres anys. El 1826, la seva família es va traslladar de Massachusetts a l'estat de Nova York, al llogaret de Battenville. A continuació, va a una escola local, on una professora es nega a ensenyar les seves divisions, perquè és una noia. En assabentar-se d'això, el seu pare la va col·locar a una escola col·lectiva, on ell mateix donava classes. Al mateix temps, comença a sentir admiració per Mary Perkins, una altra de les seves professores, que reforça la seva idea que les dones també poden aspirar a professions intel·lectuals.
El 1837 va ser enviada al Female Seminary de Deborah Moulson, un internat quàquer a Filadèlfia. Ella no és gaire feliç allà, però finalment només s'hi queda una estona. Aleshores es va veure més o menys obligada a posar fi als seus estudis, perquè la seva família, com moltes altres, es va veure arruïnada econòmicament pel Pànic del 1837. Les seves pèrdues econòmiques van ser tan grans que els seus pares fins i tot van intentar separar-se de totes les seves possessions en una subhasta, fins que un oncle, Joshua Read, els va ajudar.

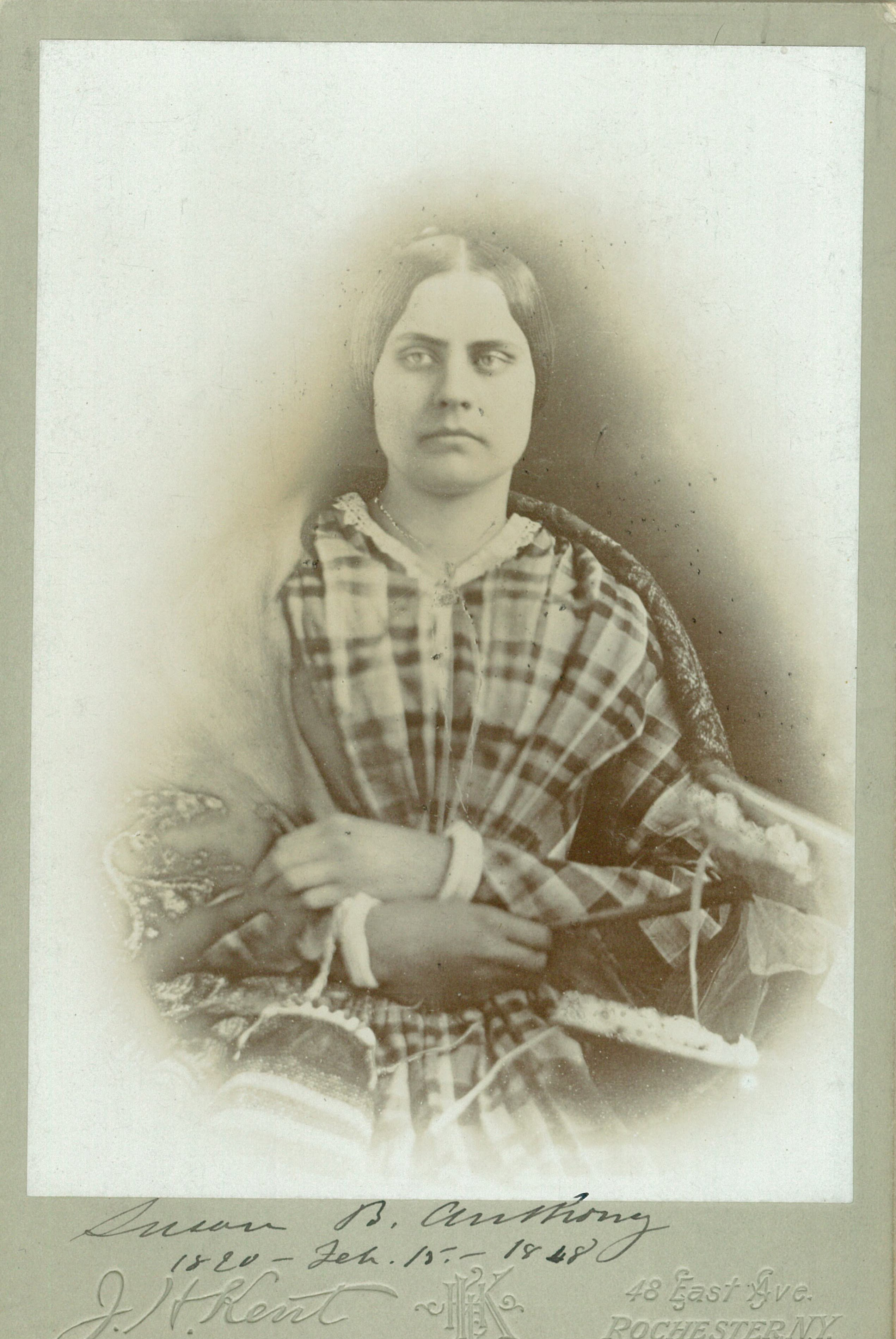
Susan Anthony, amb 28 anys.

El 1839, la família es va traslladar a Hardscrabble, Nova York, de nou a causa de la crisi financera. El mateix any, Susan Anthony va deixar la casa familiar per ensenyar i així ajudar el seu pare a pagar els seus deutes. Va treballar primer al Seminari d'Amics d'Eunice Kenyon, després a l'Acadèmia Canajoharie el 1846, on es va convertir en directora del departament de l'escola femenina. La seva primera lluita feminista va ser aleshores lluitar per salaris equivalents entre professors d'ambdós sexes, mentre que els professors homes cobraven de mitjana quatre vegades més que les seves col·legues.
El 1849, amb 29 anys, va deixar l'ensenyament i va tornar a la granja familiar de Rochester. Va començar a assistir a les convencions i manifestacions de la lliga de temprança. Va assistir a misses a l’església unitària local i es va distanciar cada cop més dels quàquers, en part pel comportament hipòcrita d'alguns, que no dubtaven a predicar la prohibició i que bevien alcohol en secret. A més, a mesura que passa el temps, s'allunya cada cop més de les pràctiques religioses.
Molt conscient de la importància de la seva aparença i de l'art de la retòrica, Susan Anthony va dubtar, no obstant això, durant molt de temps a parlar en públic, tement que no li faltava confiança. Malgrat aquests dubtes, a poc a poc es va convertir en una dona pública que es va comprometre amb convicció a la defensa dels drets de les dones.

### Activisme feminista
L'era d'abans de la guerra afirma el paper protagonista de Susan Anthony en els moviments abolicionistes i de temprança a Nova York. El 1836, a l'edat de setze anys, va organitzar una petició contra l'esclavitud, en resposta a la llei de la Cambra de Representants que prohibeix aquest tipus de pressions. L'any 1849, amb vint-i-nou anys, esdevé secretària de les Filles de la Temperance, la qual cosa li va donar l'oportunitat de beneficiar-se d'una plataforma des de la qual manifestar-se contra l'abús d'alcohol i donar-se a conèixer l'opinió pública.

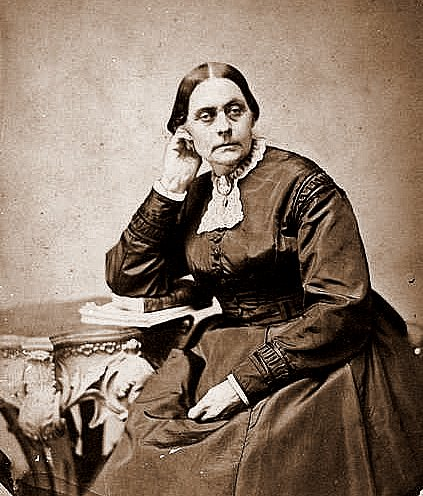
Susan Anthony, als 50 anys, el 1870.

A finals de 1850, va llegir al New York Tribune un relat detallat de la Convenció Nacional dels Drets de les Dones celebrada a Worcester, Massachusetts. En l'article, l'editor Horace Greeley descriu en termes especialment admiratius el discurs final de la feminista Lucy Stone. Aquest article finalment va convèncer Susan Anthony perquè dediqués la seva vida a la defensa dels drets de les dones.
El 1851, a Seneca Falls, va ser presentada a Elizabeth Cady Stanton per una coneguda, així com a altres feministes com Amelia Bloomer. Amb la primera, es va incorporar a la primera organització de temprança de dones dels Estats Units, mentre que a principis d'any una sol·licitud similar en una altra organització havia estat rebutjada, a causa per ser dona. Elisabeth Stanton va romandre una amiga íntima de Susan Anthony al llarg de la seva vida, malgrat que la primera va tenir posicions molt més radicals en la seva lluita feminista. Juntes, van viatjar milers de quilòmetres a través del país i d'Europa donant entre 75 i 100 discursos per any sobre el sufragi i el dret de la dona a aquest, durant 45 anys aproximadament. Va viatjar usant carruatges, vagons, trens, mules, bicicletes, diligències, vaixells, transbordadors i, en alguna ocasió, trineus. Va ser convidada a parlar a la tercera Convenció anual dels drets de les dones a Syracuse, Nova York, el setembre de 1852. Ella i Matilda Joslyn Gage van fer els seus primers grans discursos públics allà. Comença a reunir opinions i consolidar-se com una poderosa defensora de l'emancipació femenina, així com una nova veu que insufla nova vida al moviment. Com a resultat, va participar en totes les convencions anuals, fins i tot servint com a presidenta el 1858.
El 1856, va intentar unificar la defensa afroamericana i els moviments feministes quan, reclutada per l'abolicionista Abby Kelley, es va convertir en una agent de la Societat Antiesclavista Estatunidencs (fundada per William Lloyd Garrison) de Nova York. En declaracions a la Novena Convenció Nacional dels Drets de les Dones el 12 maig 1859, va declarar: «On, com a part de la nostra Declaració d'Independència, l'home saxó té el poder de privar a totes les dones i als negres dels seus drets inalienables?».

#### The Revolution

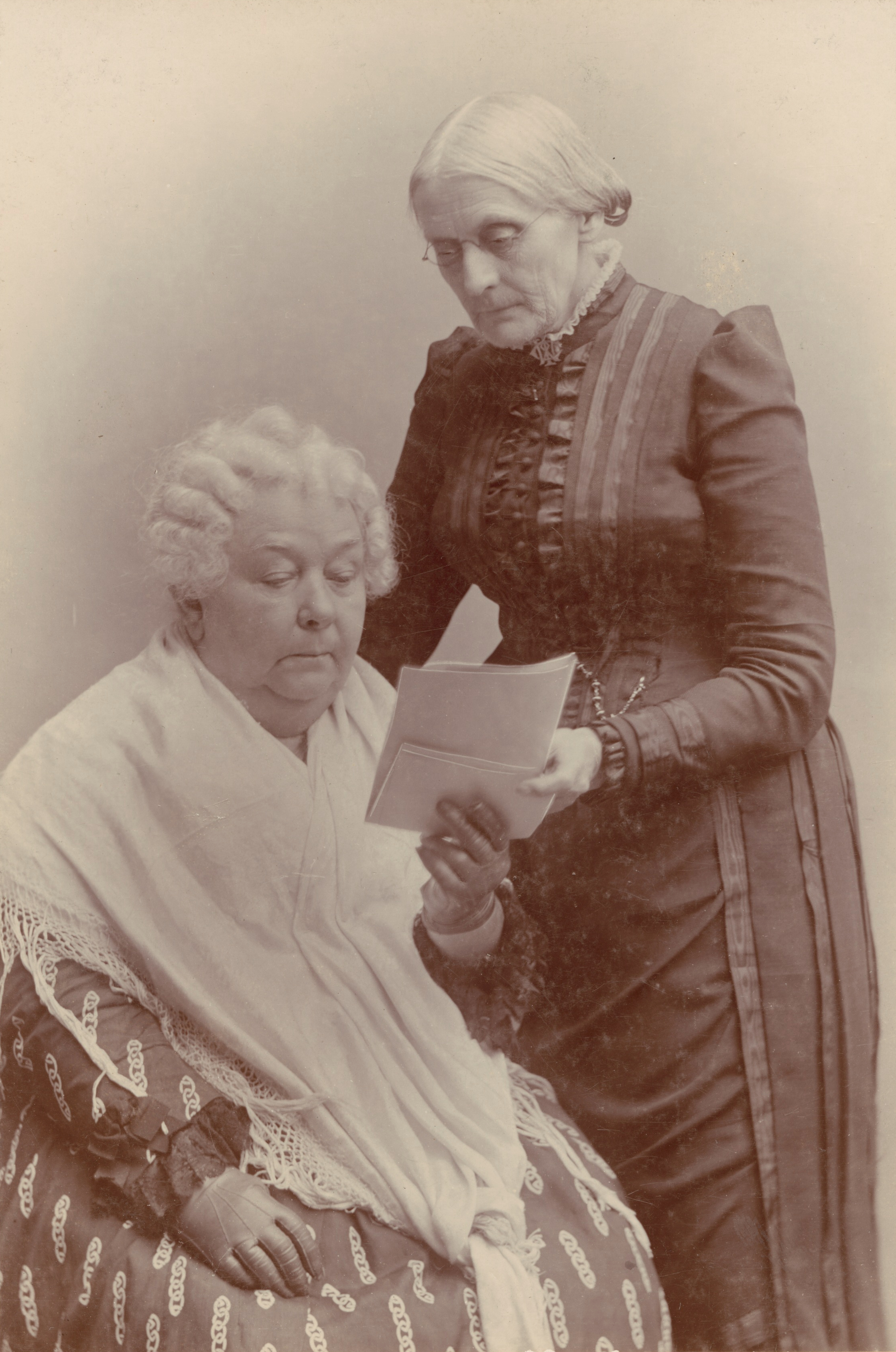
Susan Anthony, dempeus, amb Elizabeth Cady Stanton.

L'1 de gener de 1868, Susan Anthony funda un setmanari que anomena The Revolution, imprès a Nova York, el seu lema és: «La veritable República: els homes, els seus drets i res més; dones, els seus drets i res menys». Treballa com a editora i directora de vendes, mentre que Élisabeth Cady Stanton és redactora en cap. L'objectiu principal del document era promoure els drets de vot per a les dones i els afroamericans, però també cobria la igualtat salarial, la relaxació de les lleis de divorci i la posició de l'Església envers les dones. El diari va ser finançat per l'empresari independent George Francis Train, que va proporcionar els 600 dòlars necessaris per llançar-lo.
Tot i que mai es va casar, Susan Anthony escrivia regularment les seves opinions sobre el tema de la sexualitat en el matrimoni, sostenint que s'havia de permetre que una dona rebutgés el sexe amb el seu marit (la dona nord-americana no tenia llavors cap recurs legal en contra, per exemple, de la violació matrimonial). Va dir molt poc sobre el tema de l'avortament. Tanmateix, una cosa que era important per a ella era concedir a les dones el dret a ser amos del seu cos i, per tant, el dret a practicar l'abstinència per evitar embarassos no desitjats.
Activistes contra l'avortament afirmen que va escriure un article el 1869 titulat « Matrimoni i maternitat: la revolució " on aborda l'avortament, argumentant que més que simplement intentar aprovar una llei en contra, també s'hauria d'abordar la causa de la maternitat. L'autenticitat d'aquest article ha estat qüestionada per diverses feministes, com la historiadora Ann Gordon i la periodista Lynn Sherr.

#### Associacions per la igualtat de drets

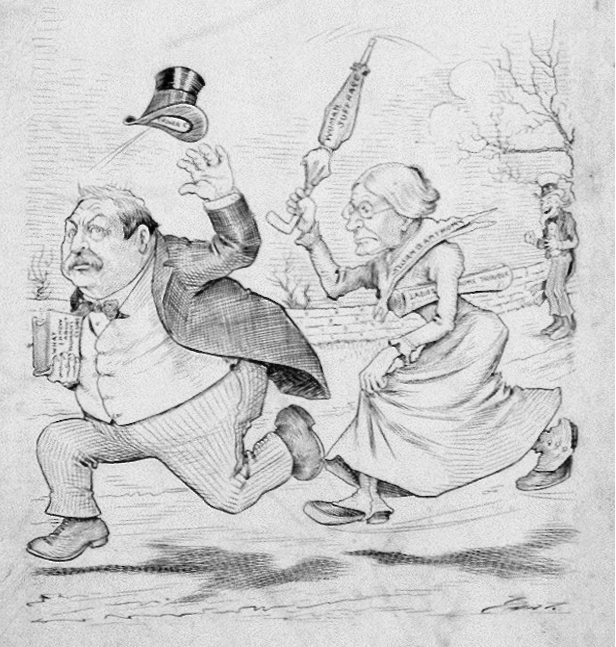
Caricatura de premsa que representa el president dels Estats Units Grover Cleveland i Susan Anthony, dibuixada entre 1892 i 1896

El 1869, Susan Anthony i Elizabeth Cady Stanton van fundar la National Woman Suffrage Association (NWSA), una organització dedicada a guanyar el dret de vot de les dones. Susan Anthony va exercir com a vicepresidenta fins a 1892, quan va esdevenir presidenta.
Els primers anys de la NWSA van estar marcats pel desig de Susan Anthony de portar dones del moviment obrer al moviment sufragista, però amb poc èxit. Ella i Elizabeth Stanton van ser delegades a la Unió Nacional del Treball de 1868. No obstant això, Susan Anthony està més compromesa amb la defensa de les dones de classe mitjana que les dones de la classe treballadora, perquè les primeres van aconseguir una relativa independència econòmica. Per aquesta polèmica, més tard va ser expulsada del Sindicat Nacional del Treball.
El 1890, Susan Anthony va orquestrar la fusió de la NWSA amb l’Associació Americana de Sufragi de Dones (AWSA) més moderada, donant lloc a la creació de la National American Woman Suffrage Association (NAWSA). Aquesta fusió és criticada especialment per la forma en què es va dur a terme la votació, els membres directius del partit així com Susan Anthony van ser molt favorables a la trobada mentre que molts membres que després van votar per correu s'hi van oposar.
L'estratègia continuada de Susan Anthony d'aliances amb sufragistes moderats va crear tensions entre ella i sufragistes més radicals com Elizabeth Stanton. Aquest últim critica obertament la posició de Susan Anthony, escrivint que ella i la cap d'AWSA, Lucy Stone «només veure la votació. No veuen l'opressió religiosa i social de les dones». L'agressat respon aleshores: «Som més de deu mil dones i tothom té opinions... i no ens podem preocupar pels capricis i els prejudicis per altres temes en comptes de treballar pel dret a vot». La creació de la NAWSA, de fet, va marginar els elements més radicals del moviment, inclosa Élisabeth Cady Stanton. Susan Anthony es va animar a ser la primera presidenta del moviment, gràcies en part a la disminució de la influència d'Elisabeth Stanton pels moviments menys radicals. Susan Anthony sovint es basa en els talents oratoris d’Anna Howard Shaw, també membre de la NAWSA.

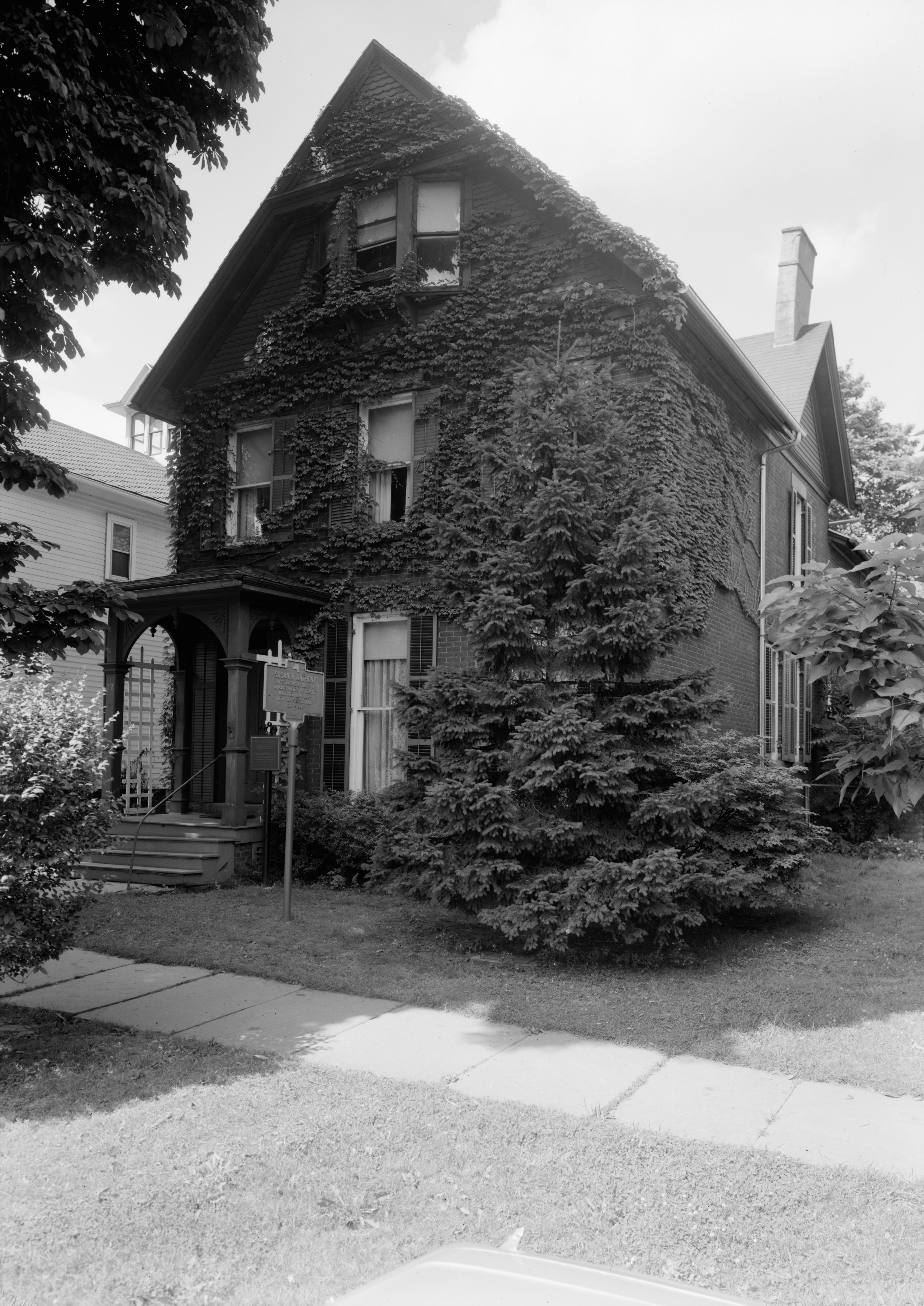
La casa de Susan Anthony a Rochester.

En col·laboració amb Elisabeth Stanton, Matilda Joslyn Gage i Ida Husted Harper, Susan Anthony va publicar The History of Woman Suffrage en 4 volums, publicat a Nova York, 1884–1887. També es va fer amiga de Josephine Brawley Hughes, una defensora dels drets de les dones d'Arizona, i Carrie Chapman Catt, el nomenament de la qual com a presidenta de la NAWSA Susan Anthony va aprovar quan es va retirar oficialment el 1900. Ida Husted Harper va publicar una biografia sobre ella el 1898: La vida i l'obra de Susan B. Antony. Inclou locucions públiques, les seves pròpies cartes i moltes dels seus contemporanis durant cinquanta anys.

### Mort
Després de retirar-se el 1900, Susan Anthony va romandre a Rochester, on va morir d'una malaltia cardíaca i una pneumònia a casa seva al 17 de Madison Street el 13 març 1906.
Susan Anthony descansa al Mount Hope Cemetery (Rochester).
Després de la seva mort, el Senat de l'Estat de Nova York va aprovar una resolució recordant el seu «treball incessant, gran coratge desinteressat i devoció filantròpica a la causa de la igualtat de drets polítics de les dones».

## Posteritat

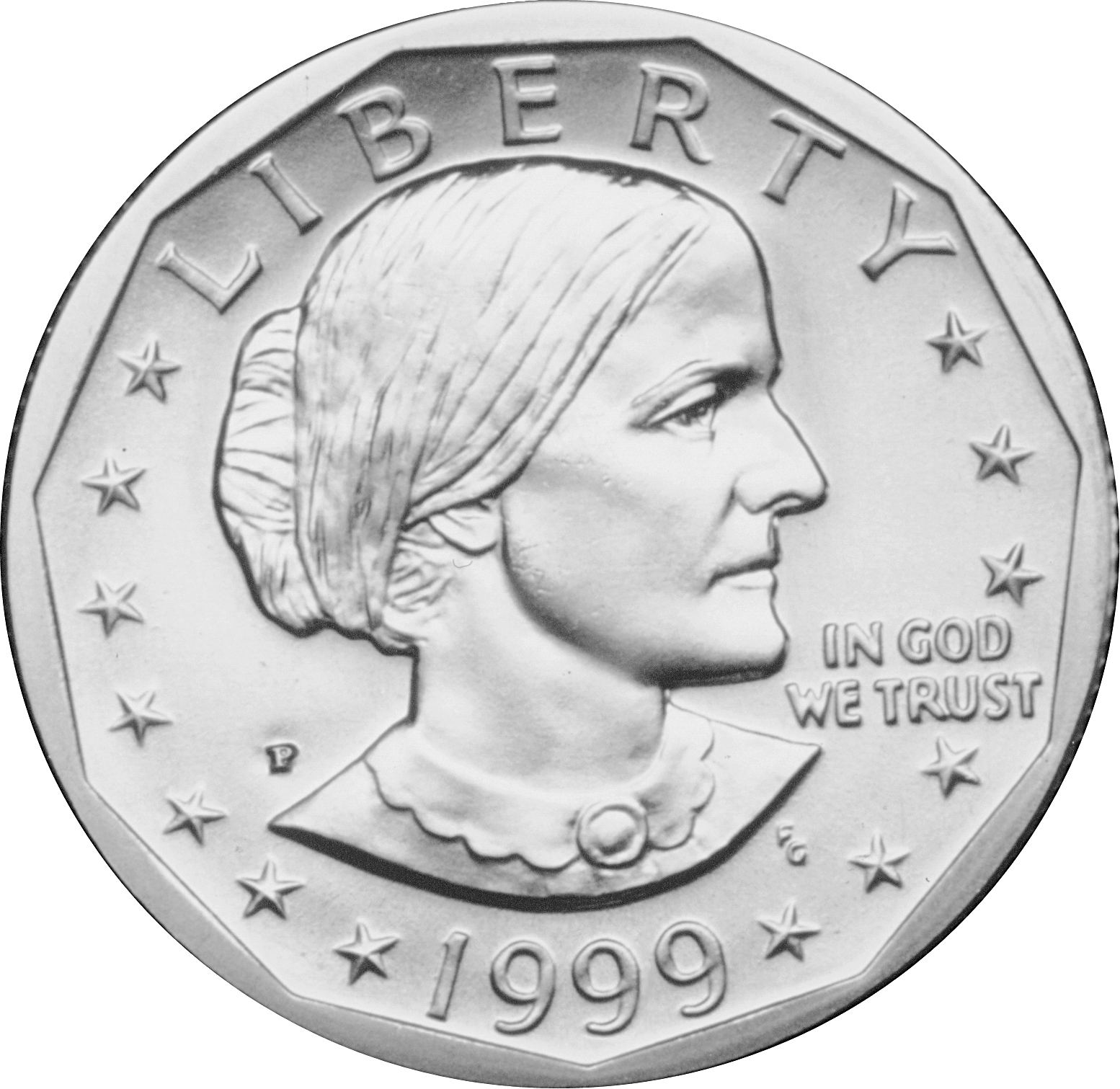
Dòlar Susan B. Antony amb el perfil de Susan Anthony.

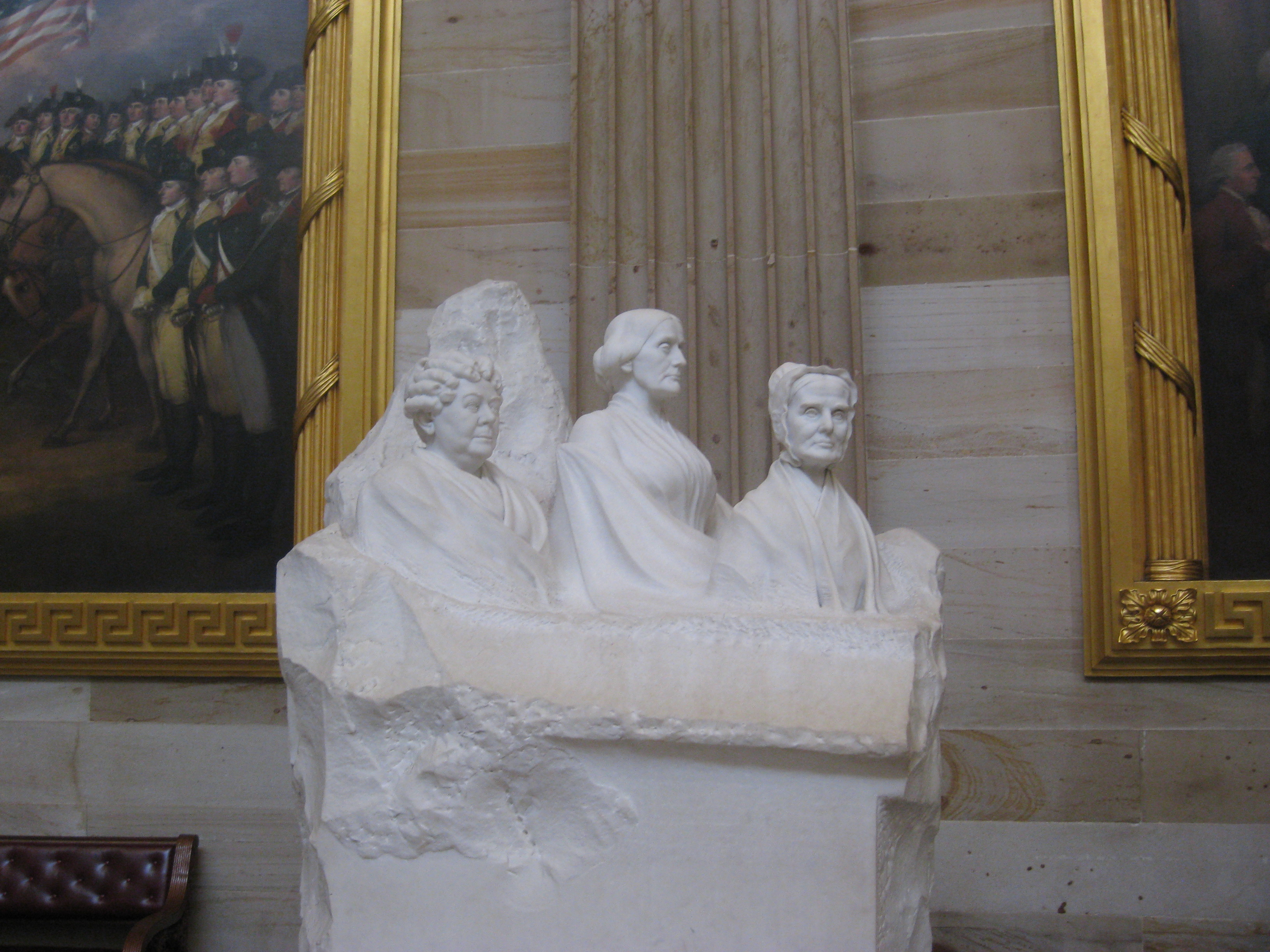
Estàtua de marbre de les tres sufragistes Lucretia Mott, Susan B. Anthony i Elizabeth Cady Stanton de l'escultora Adelaide Johnson (1921). Anteriorment col·locat a la cripta del Capitoli, ara es troba a la seva rotonda.

Susan Anthony, que va morir catorze anys abans de l'adopció de la dinovena esmena de la Constitució dels Estats Units que donava dret a vot a les dones de tot el país, se celebra amb la presència del seu perfil al dòlar Susan B. Anthony, una moneda d'un dòlar dels EUA. Aleshores és la primera figura femenina no al·legòrica que es representa en una moneda americana.
Un segell commemoratiu de 3 cèntims (per al 16è aniversari de l'adopció de la XIX Esmena) es va emetre el 1936 amb el seu retrat. i un altre el 1958.
La seva casa de Battenville va ser inclosa al registre històric estatal el 2006 i al Registre Nacional de Llocs Històrics el 2007. La seva casa de Rochester forma part de la prestigiosa llista de monuments històrics nacionals des de 1966.
Com Elisabeth Cady Stanton i Lucretia Mott, està representada a l'estàtua The Woman Movement obra d’Adelaide Johnson creada el 1921 i ara exposada al Capitoli dels Estats Units. El 1947, el compositor Virgil Thomson i la poeta Gertrude Stein van crear una òpera, titulada La mare de tots nosaltres que s'inspira lliurement en la vida i la lluita de Susan Anthony. La principal antagonista de la tercera temporada de la telenovel·la de televisió nord-americana Prison Break, Gretchen Morgan, es presenta inicialment a l'heroi Lincoln Burrows com " Susan B. Anthony», un àlies que va continuar utilitzant després.
El 1936 es va presentar un projecte de llei al Congrés dels Estats Units, afegir la seva efígie al mont Rushmore, projecte rebutjat perquè només es va aprovar el finançament de les escultures començades.
El seu lloc de naixement va ser comprat l’agost de 2006 per Carol Crossed, fundadora de la branca de Nova York del moviment anti-avortament Democrats for Life, argumentant que era «una fervent crítica de l'avortament». Per contra, els activistes Proelecció diuen que la comparació és «incorrecta i històricament qüestionable», argumentant que les posicions sobre l'avortament al segle XIX i els segles següents no s'havien de posar al mateix nivell.
El 1973 va ser incorporada al National Women's Hall of Fame.
Susan B. Anthony és un dels 39 convidats asseguts a la taula de l'obra d'art contemporani The Dinner Party (1974-1979) de Judy Chicago.
L’11 de febrer de 2011, la demòcrata Carolyn Maloney va proposar un projecte de llei, Susan Anthony Birthday Act, que va donar lloc a la creació de la Susan B. Anthony Day
El 18 d'agost de 2020, en el centenari de la 19 esmena dels Estats Units, Susan Anthony va ser indultada pòstumament pel president Donald Trump.<ref>«Trump to pardon women’s suffrage leader Susan Anthony» (en anglès americà). https://www.nbc15.com. [Consulta: 18 agost 2020].</ref